# Tambiski Nauli
Tambiski Nauli is een bestuurslaag in het regentschap Mandailing Natal van de provincie Noord-Sumatra, Indonesië. Tambiski Nauli telt 471 inwoners (volkstelling 2010).